# Heliacus infundibuliformis
Heliacus infundibuliformis är en snäckart som först beskrevs av Gmelin 1791.  Heliacus infundibuliformis ingår i släktet Heliacus och familjen Architectonicidae. Utöver nominatformen finns också underarten H. i. perrieri.